# Теракт в Иерусалиме (2023, январь)
Террористический акт в Иерусалиме — террористическая атака, которая произошла 27 января 2023 года, когда палестинский боевик убил не менее семи израильских мирных жителей возле синагоги в Неве-Яакове, израильском поселении в Восточном Иерусалиме. По данным полиции, подозреваемый был застрелен после того, как открыл по ним огонь. ХАМАС взял ответственность за теракт и заявил, что это была месть за рейд в Дженине накануне, в ходе которого были убиты 8 палестинских боевиков и один мирный житель.
Стрельба произошла в Международный день памяти жертв Холокоста. Это самое смертоносное нападение палестинцев после нападения на иешиву в Иерусалиме в 2008 году.
Палестинские и израильские источники заявили, что после нападения было арестовано от 42 до 50 человек, в основном члены семьи преступника.

## Атака
По данным полиции, около 20:13 боевик подъехал на машине к синагоге, расположенной в иерусалимском районе Неве-Яаков, и дождался окончания субботней молитвы. Сообщается, что сначала он застрелил пожилую женщину и мотоциклиста, а затем открыл огонь по людям возле синагоги Атерет Авраам. Затем вооруженный преступник скрылся с места происшествия в сторону палестинского района Бейт-Ханина, где он столкнулся с полицейскими и был застрелен после того, как открыл по ним огонь при попытке бежать пешком.
В результате нападения погибли семь человек, пятеро мужчин и две женщины. Жертвам было от 20 до 70 лет. По меньшей мере ещё 3 человека получили ранения. Президент Украины Владимир Зеленский подтвердил, что одна из убитых женщин является гражданкой Украины.
По словам некоторых местных жителей, полиции потребовалось 20 минут, чтобы добраться до места нападения. Некоторые люди выразили свое разочарование по поводу времени ответа. Однако полиция опровергла это заявление и заявила, что полицейские прибыли на место происшествия и убили стрелявшего в течение пяти минут после получения первых сообщений о стрельбе.
Менее чем через день 13-летний палестинец из Сильвана устроил ещё одну стрельбу в городе Давида, ранив двух евреев — отца и сына.

## Преступник
Нападавший был идентифицирован как Хайри Алкам, 21-летний житель Восточного Иерусалима, ранее не совершавший преступлений, связанных с терроризмом.
Согласно имеющимся данным, дед Алкама был убит вместе с тремя другими палестинцами в 1998 году израильским поселенцем и членом Ках.